# Chalybeothemis chini
Chalybeothemis chini is een libellensoort uit de familie van de korenbouten (Libellulidae), onderorde echte libellen (Anisoptera).
De wetenschappelijke naam Chalybeothemis chini is voor het eerst geldig gepubliceerd in 2007 door Dow, Choong & Orr.